# Max Jaeger (Handballspieler)
Max Jaeger (* 17. Februar 1997 in Gummersbach) ist ein deutscher Handballspieler. Er ist der Sohn von Monika und Gunnar Jaeger. Jaeger hat drei Geschwister und studierte nach seinem Abitur Wirtschaftsinformatik.

## Vereinskarriere
Jaeger wurde in der Jugendakademie des VfL Gummersbach ausgebildet und begann seine Karriere im Bundesliga-Kader des VfL Gummersbach. Im Jahr 2018 wechselte Jaeger zum HSC 2000 Coburg in die zweite Liga und wurde dort vor allem als Linksaußenspieler eingesetzt. 2020 stieg er mit dem HSC 2000 Coburg in die erste Bundesliga auf.
Ab der Saison 2020/21 stand er beim Bundesligisten HC Erlangen unter Vertrag. Im Sommer 2022 kehrte Jaeger zum HSC 2000 Coburg zurück. Im Sommer 2024 wechselte er zur HSG Nordhorn-Lingen.